# Divisió de Gurgaon
La divisió de Gurgaon és una entitat administrativa de l'estat d'Haryana (Índia), amb capital a Gurgaon, formada pels següents districtes:
- Districte de Faridabad.
- Districte de Palwal.
- Districte de Gurgaon.
- Districte de Mahendragarh.
- Districte de Mewat.
- Districte de Rewari.